# Luigi Pedrollo
Don Luigi Pedrollo (Veronella, 31 dicembre 1888 – Verona, 16 febbraio 1986) è stato un presbitero italiano primo collaboratore di san Giovanni Calabria con il quale agì in continuità di intenti e di spirito. Fu il primo successore del santo alla guida dei Poveri Servi Della Divina Provvidenza, è stato proclamato Servo di Dio nel 2018.

## Biografia

### Giovinezza
Luigi Pedrollo nacque a San Gregorio di Veronella, provincia di Verona e diocesi di Vicenza, il 31 dicembre 1888. Fu quinto di nove figli di Andrea Pedrollo, di professione mugnaio, e di Brun Angela Clementina, casalinga. Gli esempi e i convincimenti religiosi dei genitori influirono profondamente sui figli: Luigi si consacrò al sacerdozio e altre tre sue sorelle abbracciarono la vita religiosa. Seguì gli studi elementari direttamente in San Gregorio e gli studi superiori in Cologna Veneta. All'età di 14 anni nel 1902, entrò nel seminario di Vicenza dove superò con ottimi risultati 3 anni di liceo e altri 4 anni di studi teologici. Nel 1908 conobbe san Giovanni Calabria, rimanendo conquistato dalla sua figura di uomo di Dio e dai suoi ideali di santità. Venne ordinato sacerdote il 28 luglio 1912.

### L'insegnamento
Don Pedrollo, ottenne anche il diploma magistrale che gli consentì di esercitare nel 1912 come maestro elementare ad Arsiero. Successivamente fu assegnato alla classe quinta del seminario di Vicenza e nel 1913 per un anno fu maestro elementare a Gambellara.

### L'ingresso nella Casa dei Buoni Fanciulli

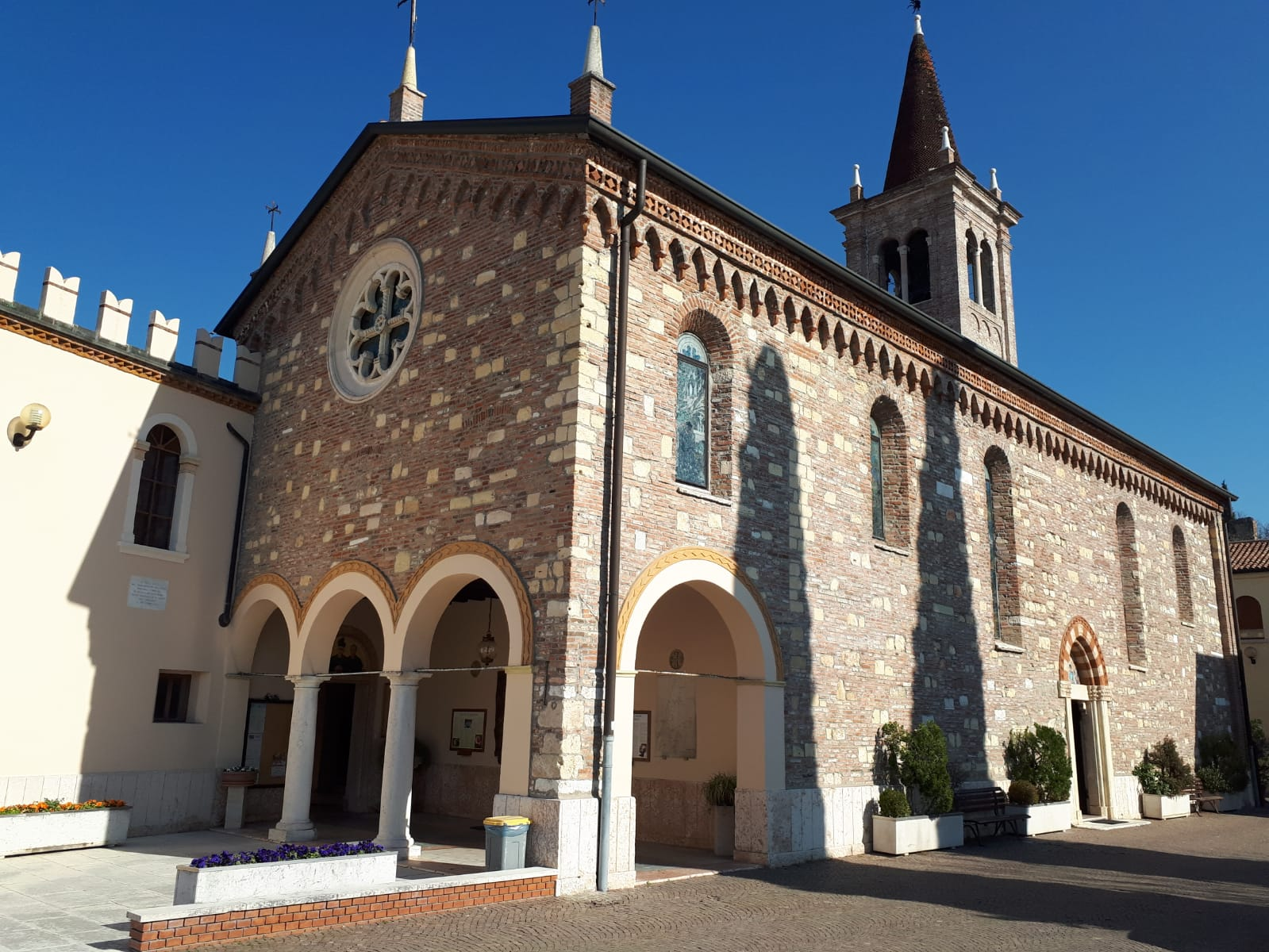
La chiesa di San Zeno in Monte a Verona. Probabilmente edificata per volere di Crociati di ritorno dalla terra Santa attorno al 1100 ed inizialmente dedicata a Santa Maria di Betlemme. Fu restaurata nel 900 per opera di san Giovanni Calabria e divenne dal 1908 la sede della Casa dei Buoni Fanciulli e poi della opera dei Poveri Servi della Divina Provvidenza

Don Pedrollo conosceva don Calabria già dal 1908, anno in cui il santo veronese aprì la Casa dei Buoni Fanciulli di San Zeno In Monte a Verona ospitando i primi 22 bambini poveri o abbandonati. Dopo alcuni incontri e una lunga corrispondenza epistolare con don Calabria don Luigi maturò l’idea di entrare nell’Opera e vi entrò il 24 agosto 1914. Date le sue capacità pedagogiche diresse per 5 anni l'insegnamento elementare dei piccoli ospiti della casa. Le condizioni di estrema indigenza, la necessità di provvedere al mantenimento, istruzione, ed in molti casi alla salvezza dei piccoli ospiti, nel contesto della povertà dilagante nella società cittadina veronese e veneta di quegli anni sottoposero don Calabria, don Luigi, e i confratelli a prove estreme di generosità e di dedizione fino all’eroismo come riportato in alcune biografie.

### Primo Collaboratore di san Giovanni Calabria
Per quasi quarant’anni fu il fidato e primo collaboratore di don Calabria. Nel 1919 fu incaricato di condurre la prima filiale della Casa dei Buoni Fanciulli a Costozza di Longare in provincia di Vicenza e ne fu il primo Superiore e direttore per 10 anni. Nel 1929 fu richiamato da don Calabria alla sede di San Zeno in Monte come Vicario per collaborare con lui alla stesura delle Costituzioni e delle regole della Fondazione che stava per essere riconosciuta come Congregazione. Il riconoscimento con l'approvazione avvenne il 4 marzo 1932 per opera del Vescovo di Verona Girolamo Cardinale, con l’emissione di primi voti.
Arduino Bertoldo scrisse per descrivere l'affinità spirituale e di azione tra don Calabria e don Pedrollo: «Diversi di carattere, don Calabria e don Pedrollo vibravano all’unisono [...] mai, e questa mi sembra la vera grandezza di don Pedrollo, egli espresse un pensiero, una valutazione o un parere diverso da quello del padre.... Sentire l’uno era come accogliere il pensiero profondo dell’altro....mi davano l’impressione di essere due corpi e un’anima sola, tanto uno era l’espressione veritiera dell’altro».

### Primo Casante dell'Opera dei PSDP
Dopo la morte di don Calabria avvenuta il 4 dicembre 1954, don Pedrollo il 3 marzo 1955 venne eletto Casante dell'Opera e ne divenne il primo successore come Superiore Generale della Congregazione dei Poveri Servi della Divina Provvidenza (P.S.D.P.).
L'opera in quel momento consisteva in una ventina di case che ospitavano circa 2000 fanciulli tra i più bisognosi, provvedendone al mantenimento, alla educazione, alla formazione professionale, oltre ad uno studentato e circa 50 sacerdoti e altri 100 fratelli laici.

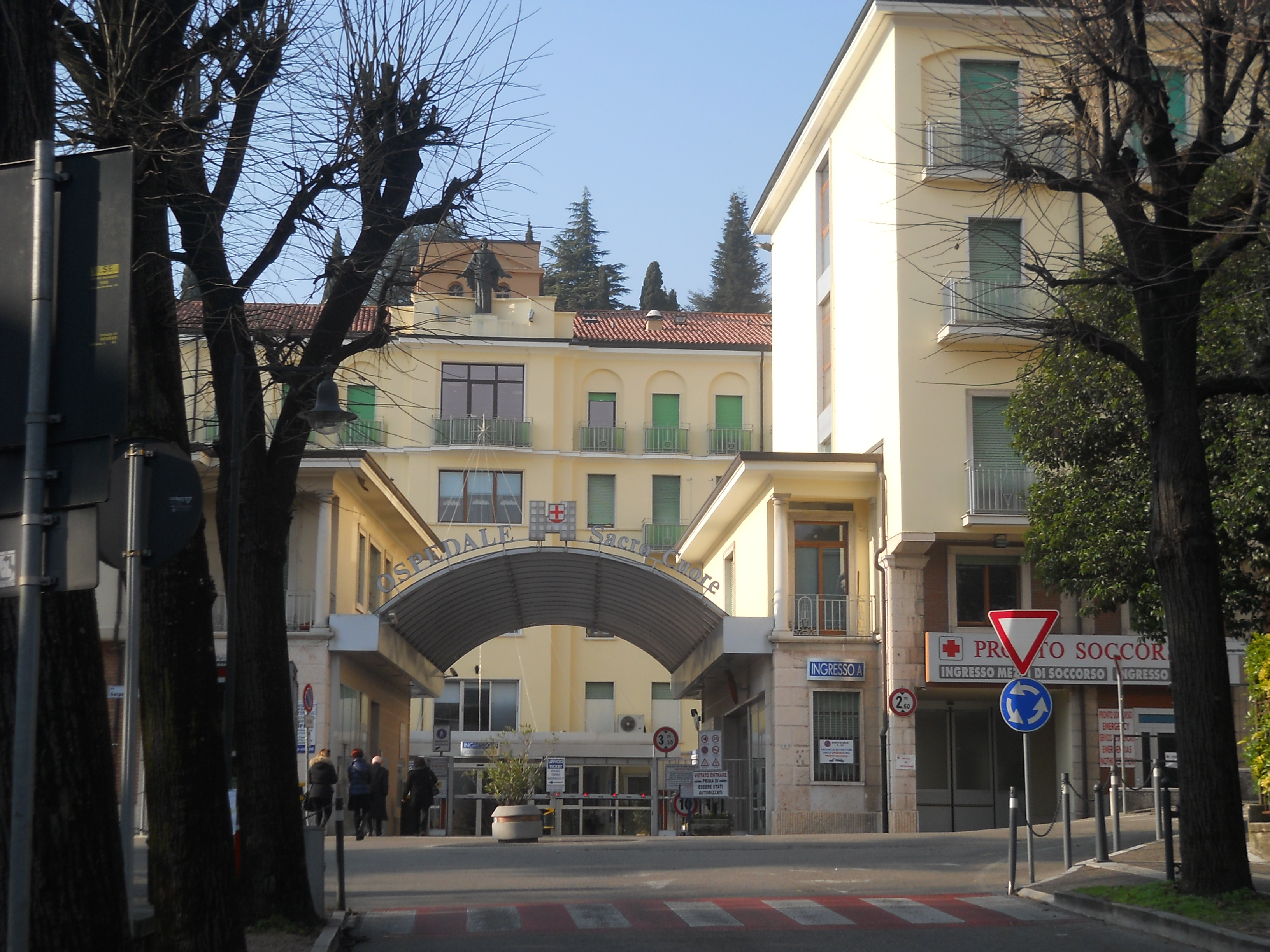
L'Ospedale Sacro Cuore Don Calabria a Negrar di Valpolicella, sotto la guida di Don Luigi Pedrollo, venne inaugurato il 12 settembre 1958. È attualmente un importante centro di assistenza sanitaria della provincia di Verona e dintorni e centro di riferimento per specifiche patologie.

Ebbe molti meriti nella Congregazione dei P.S.D.P.: il primo quello di adoperarsi con profonda convinzione per la fedeltà all'ispirazione originaria dell'Opera, che è quella di una fiducia incondizionata nella Divina Provvidenza. Inoltre guidò la fondazione dell'Ospedale Geriatrico di Negrar nel 1958, nel primo dopoguerra del Centro di Formazione Professionale Don Calabria per i giovani, di via Roveggia a Verona,  (oggi trasferito in via San Marco), l'avvio delle missioni nel 1959 prima in Uruguay e poi in Brasile, il patrocinio alla fondazione della Pia Unione delle Missionarie dei Poveri.
Venne eletto Casante una seconda volta nel 1961 e nel 1968 chiese ai membri dei P.S.D.P. di non essere eletto per la terza volta rinunciando al ruolo.

### Padre e guida spirituale
Negli anni successivi al 1968 Don Pedrollo svolse opera di Padre Spirituale per numerosi sacerdoti e fratelli della Congregazione e delle sue Istituzioni Femminili. Come pure per numerosissime persone esterne, di ogni categoria, fino alla fine.
Morì all’età di 97 anni il 16 febbraio 1986 a San Zeno in Monte in Verona.

#### L'epistolario sul tema dell'ecumenismo con Clive Staples Lewis
Nel 1947 don Giovanni Calabria, dopo aver letto le Lettere di Berlicche, volle scrivere in lingua latina a C.S. Lewis, professore a Oxford, teologo convertitosi al cristianesimo anglicano, autore di opere letterarie quali Le cronache di Narnia. Lewis che amava l'uso del latino avviò con il sacerdote veronese una corrispondenza di circa 28 lettere. Il tema conduttore era l'ecumenismo sviluppato in un dialogo tra un prete cattolico ed un laico anglicano. Alla morte di Don Calabria nel 1954 don Luigi Pedrollo continuò lo scambio epistolare fino alla morte di Lewis. Walter Hooper ha collocato questa corrispondenza tra gli importanti documenti ecumenici del 900.

#### L'epistolario con don Paolo Arnaboldi
Don Paolo Arnaboldi, fondatore del Fraterno Aiuto Cristiano FAC, chiese a don Luigi Pedrollo di fargli da padre spirituale. I due si scambiarono numerose lettere conservate presso l'archivio dei PSDP che per l'alto contenuto spirituale e teologico rientrano nella documentazione a corredo del processo di beatificazione e canonizzazione attualmente in corso.

### Il processo di beatificazione e canonizzazione
Il 15 giugno 2018 il vescovo di Verona Giuseppe Zenti ha avviato il processo di beatificazione e canonizzazione del Servo di Dio Luigi Pedrollo. In precedenza il vescovo aveva manifestato fiducia nel buon esito del procedimento. La fase diocesana del percorso si è conclusa il 20 settembre 2020 con l'invio alla Congregazione delle Cause dei Santi e Beati al Vaticano del documenti predisposti.

## Opere
- Fonti calabriane. Ser. 2.: scritti editi ed inediti di poveri servi della divina provvidenza (1907-1954); sez. E Luigi Pedrollo, Verona, CCSC
- Ottorino Foffano, Don Giovanni Calabria. Presentazione di Luigi Pedrollo, Verona, Regnum Dei editrice, 1958
- Fama di santità del servo di Dio Don Giovanni Calabria. La mia testimonianza sul servo di Dio Don Giovanni Calabria / Luigi Pedrollo; trascrizione, introduzione e note a cura di Decimo Filippo, Verona, Centro di cultura e spiritualità calabriana, 2012, ISBN 9788889710180

## Testi su Luigi Pedrollo
- Congregazione poveri servi della Divina Provvidenza, Ricordo di don Luigi Pedrollo primo successore di don Calabria: nel primo anniversario della morte: 16 febbraio 1987, Verona, Centro di cultura e spiritualità calabriana, 1987
- Fausto Rossi, Don Luigi Pedrollo: collaboratore e successore del Beato Don Calabria, Roma, Edic, 1991
- Giovanni Calabria, C.S. Lewis, Una gioia insolita: lettere tra un prete cattolico e un laico anglicano, a cura di Luciano Squizzato e Patrizia Morelli, Milano, Jaca Book, 1995, ISBN 88-16-30297-6
- Elvio Damoli, Giuseppe Perazzolo, Bertolo Arduino, Don Luigi Pedrollo: dal carisma all'organizzazione: a vent'anni dalla morte, Verona, CCSC, 2006
- Giuseppe Perazzolo, Don Luigi Pedrollo: primo successore di San Giovanni Calabria. Parte 1 1888-1932, Verona, CCSC, 2016
- Giuseppe Perazzolo, Don Luigi Pedrollo: primo successore di San Giovanni Calabria.  Parte 2 1933-1986, Verona, CCSC, 2017